# Dublovice
Dublovice är en ort i Tjeckien.   Den ligger i regionen Mellersta Böhmen, i den centrala delen av landet, 50 km söder om huvudstaden Prag. Dublovice ligger 360 meter över havet och antalet invånare är 988.
Terrängen runt Dublovice är huvudsakligen platt, men åt nordväst är den kuperad. Runt Dublovice är det ganska tätbefolkat, med 160 invånare per kvadratkilometer. Närmaste större samhälle är Sedlčany, 4,9 km öster om Dublovice. Omgivningarna runt Dublovice är en mosaik av jordbruksmark och naturlig växtlighet.